# 西北航空85号班机事故
西北航空85号班机（NW85）是美国西北航空公司的一班由底特律国际机场起飞，前往东京成田国际机场的定期班机，于2002年10月9日在飞越白令海峡时发生机件故障，飞机返航并在2小时后紧急降落在阿拉斯加安克雷奇国际机场，机上人员无人受伤。

## 背景
这架波音747-400是波音制造的第一架747-400，曾經作為飞行測試機，作为测试机时注册号为N401PW，使用4台普惠PW4056引擎。1989年12月8日，該機正式交付西北航空，注册号更改为N661US，並成為當時西北機隊內首架更換塗裝的波音747（早前交付的N662US-N666US均使用銀色金屬塗裝）。
根据2002年9月至10月的西北航空时刻表，NW85次航班表定于北美东部夏令时间（UTC-4）下午2时10分由底特律起飞，日本標準時間（UTC+9）下午4时25分抵达成田。

## 经过

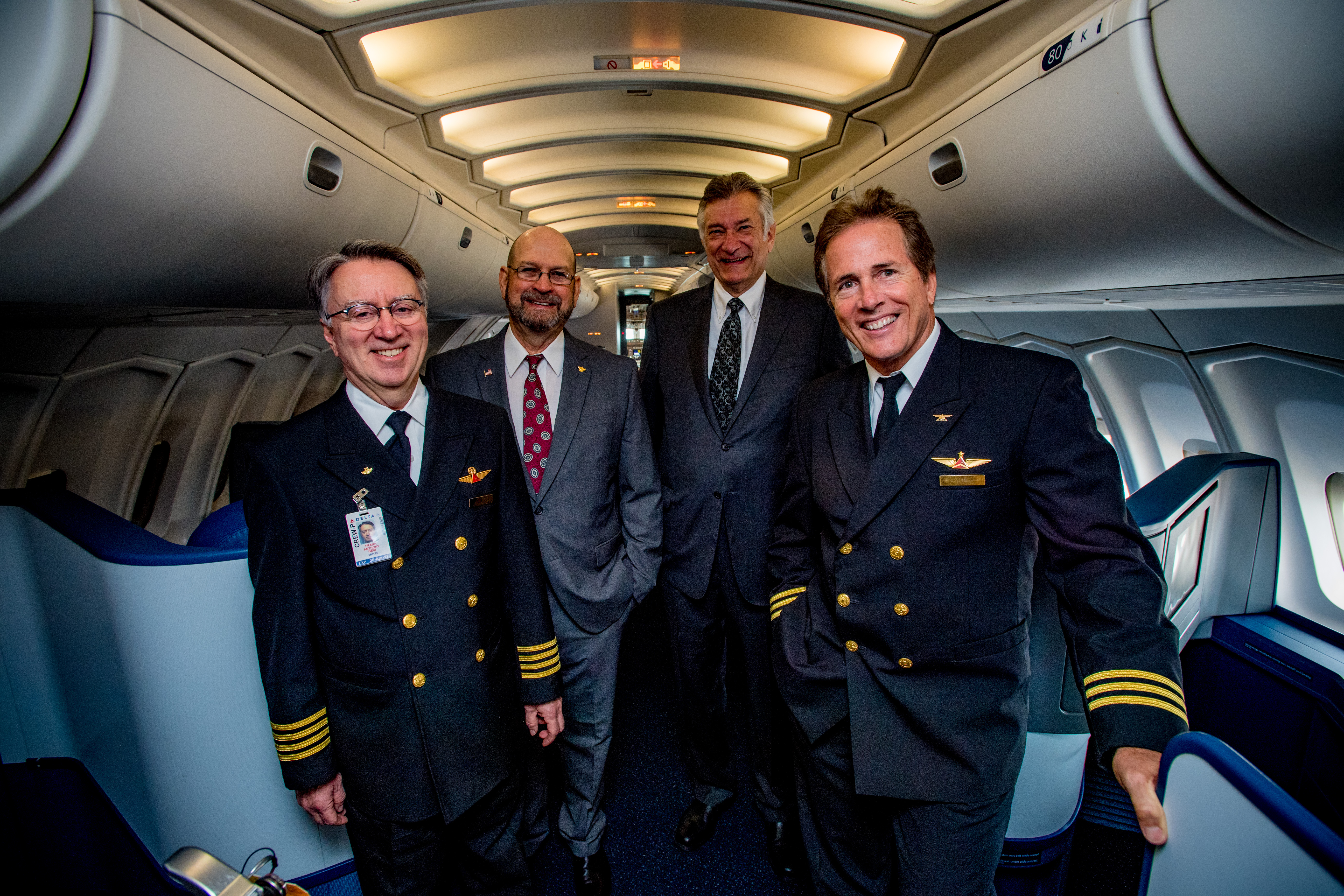
NW85的机组人员在达美航空博物馆（2017年3月28日）

西北航空85号班机从底特律国际机场起飞7小时后，阿拉斯加夏令時間下午5:40，當時第二機長法蘭克·盖特和副駕駛邁克·費根控制飛機，資深機長約翰·漢森和副駕駛大衛·史密斯正在休息 。西北航空85号班机在白令海峡上空35,000英尺处，下段方向舵突然向左急速偏转了17度并且卡死，第二机长法兰克·盖特迅速关闭了自动驾驶并艰难的控制了飞机，最后在4名机组人员的努力下，由机长约翰·汉森成功将飞机迫降在安克雷奇国际机场，机上所有人员安全，无人受伤，飞机亦除了故障的方向舵外没有其他损毁。

## 调查
调查人员打开机尾的检修口，发现机尾内動力控制模組（PCM）上的N盖破裂并完全脱落，这导致了PCM的损毁，使控制模块内部的活塞移动了超过其设计范围的距离，造成方向舵偏转并卡死，但N盖破裂的原因至今未明。因此在4年后另一架法航747货机出现几乎同样的故障之后，波音在控制模块里加装了特制的闩以防止N盖脱落后方向舵的大角度偏转。另外，波音747的双方向舵设计亦为飞机能够安全降落的重要原因。

## 事後

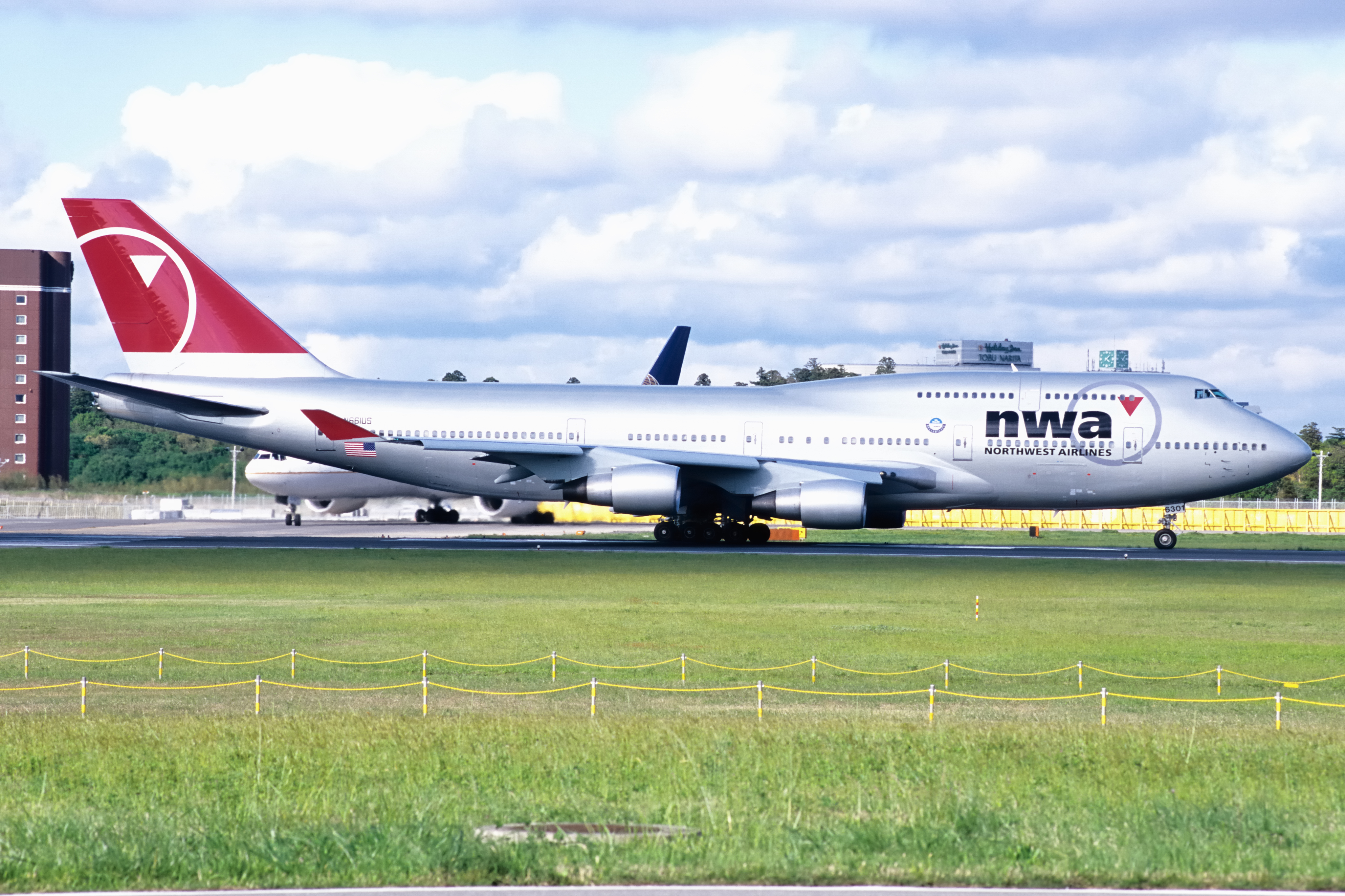
2004年在成田国际机场的N661US，机身涂装已更换为西北航空最新版（亦为与达美合并前最后一版）涂装

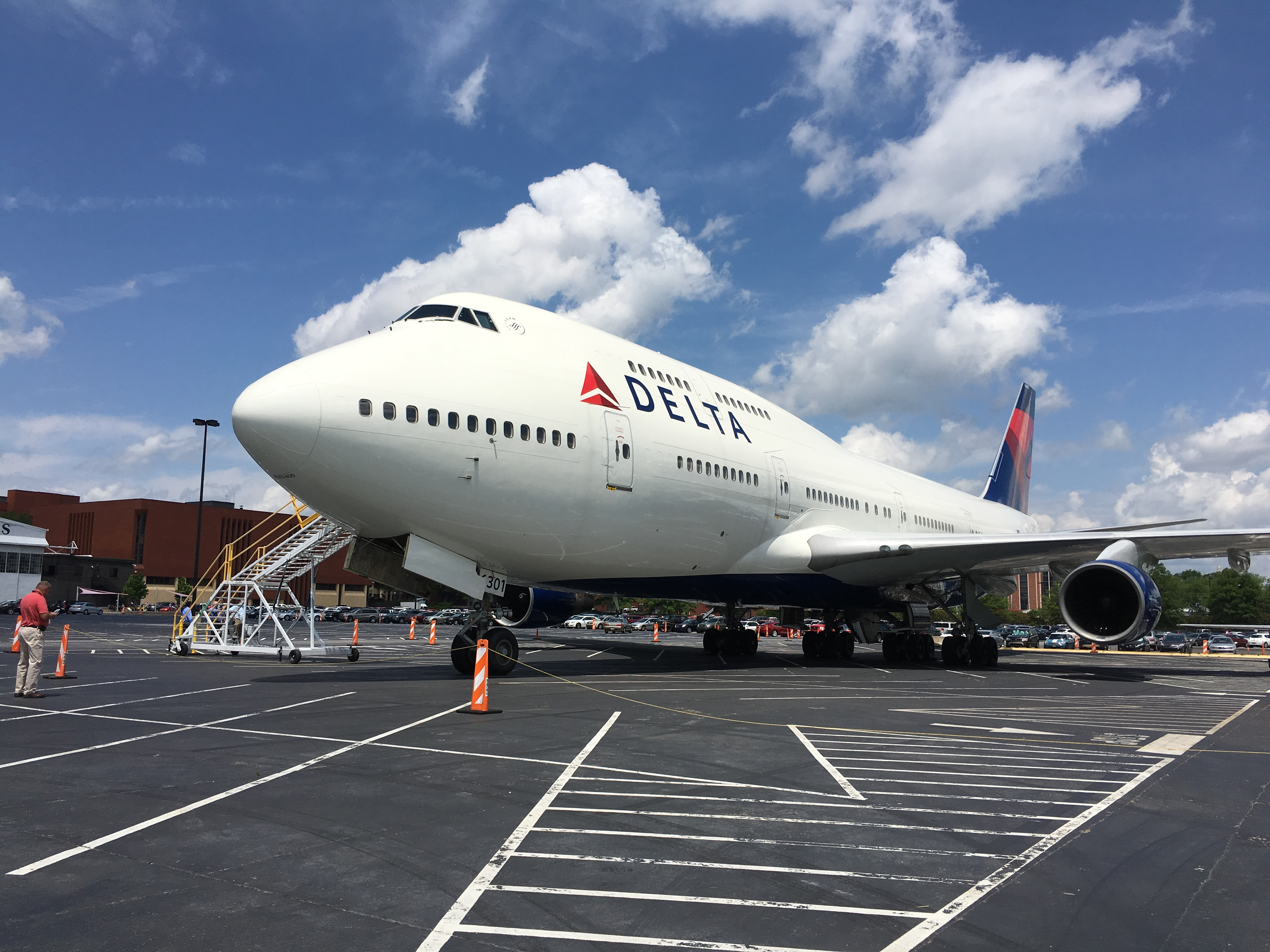
N661US于2016年8月20日进行最后的飞行后抵达达美航空博物馆

- 此次事故被加拿大Cinefix公司制作为空中浩劫第11季第6集“Turning Point”（转折点）。
- 涉事的N661US在事故中并未受损，在事故后继续在西北航空服役。2009年该机與西北航空其餘747-400一併易手達美航空，繼續在達美服役。2014年11月，达美航空在租赁该机数年后将其回购。[6]该机于2015年9月9日执行完檀香山至亚特兰大的达美航空836号班机后退役，并于2016年成为达美航空博物馆（英语：Delta Flight Museum）的展品之一。[7]
- 底特律至东京航班由达美航空接收后，于2020年由成田机场改至羽田机场起降，现行航班号为DL275/276（截至2024年6月）。